# Leichosila
Leichosila là một chi bướm đêm thuộc phân họ Arctiinae, họ Erebidae.

## Các loài
- Leichosila talamanca Schmidt, 2009
- Leichosila wagneri Schmidt, 2009